# Escrime aux Jeux paralympiques d'été de 2008
Navigation
Athènes 2004 Londres 2012
La compétition d'escrime des Jeux paralympiques d'été de 2008 se déroule du 14 septembre 2008 au 17 septembre 2008 au China National Convention Center de Pékin. 10 épreuves y sont organisées : 6 masculines et 4 féminines avec 81 athlètes prenant part aux épreuves.

## Qualification
81 athlètes prennent part aux compétitions d'escrime handisport durant ces Jeux (57 hommes, 24 femmes).

## Résultats

### Podiums masculins
| Épreuves                 | Or                     | Argent                    | Bronze                   |
| ------------------------ | ---------------------- | ------------------------- | ------------------------ |
| Épée individuelle Cat A  | Tian Jianquan (CHN)    | Zhang Lei (CHN)           | Radoslaw Stanczuk (POL)  |
| Épée individuelle Cat B  | Hu Daoliang (CHN)      | Mikalai Bezyazychny (BLR) | Serhiy Shenkevych (UKR)  |
| Fleuret individuel Cat A | Ye Ruyi (CHN)          | Zhang Lei (CHN)           | Dariusz Pender (POL)     |
| Fleuret individuel Cat B | Hu Daoliang (CHN)      | Laurent François (FRA)    | Pál Szekeres (HUN)       |
| Sabre individuel Cat A   | Ye Ruyi (CHN)          | Tian Jianquan (CHN)       | Alberto Pellegrini (ITA) |
| Sabre individuel Cat B   | Laurent François (FRA) | Hui Charn Hung (HKG)      | Serhiy Shenkevych (UKR)  |

### Podiums féminins
| Épreuves                 | Or                   | Argent              | Bronze              |
| ------------------------ | -------------------- | ------------------- | ------------------- |
| Épée individuelle Cat A  | Zhan Chuncui (CHN)   | Yu Chui Yee (HKG)   | Fan Pui Shan (HKG)  |
| Épée individuelle Cat B  | Chan Yui Chong (HKG) | Yao Fang (CHN)      | Saisunee Jana (THA) |
| Fleuret individuel Cat A | Yu Chui Yee (HKG)    | Zhang Chuncui (CHN) | Fan Pui Shan (HKG)  |
| Fleuret individuel Cat B | Chan Yui Chong (HKG) | Yao Fang (CHN)      | Ye Hua (CHN)        |

### Tableau des médailles
| Rang  | Nation      | Or | Argent | Bronze | Total |
| ----- | ----------- | -- | ------ | ------ | ----- |
| 1     | Chine       | 6  | 6      | 1      | 13    |
| 2     | Hong Kong   | 3  | 2      | 2      | 7     |
| 3     | France      | 1  | 1      | 0      | 2     |
| 4     | Biélorussie | 0  | 1      | 0      | 1     |
| 5     | Pologne     | 0  | 0      | 2      | 2     |
| 5     | Ukraine     | 0  | 0      | 2      | 2     |
| 7     | Hongrie     | 0  | 0      | 1      | 1     |
| 7     | Italie      | 0  | 0      | 1      | 1     |
| 7     | Thaïlande   | 0  | 0      | 1      | 1     |
| Total | Total       | 10 | 10     | 10     | 30    |